# Автобан A99 (Німеччина)
Федеральний автобан A99 (A99, нім. Bundesautobahn 99) також Мюнхенська кільцева дорога (нім. Autobahnring München)  — автобан у німеччині з’єднує кілька автобанів, що ведуть до Мюнхена за кілька кілометрів за межами міста, і дозволяє міжміському транспорту об’їжджати Мюнхен.
A99 вже планувався як повне кільце в 1930-х роках, але ще не був закритий. Він веде від A96 на південному заході через A8 на північному заході та A92 на північно-північному заході до A9 на півночі (Autobahnring München-Nord) і далі до A94 на сході та A8/A995 на півдні (кільцева автомагістраль Мюнхен-Схід).

## Маршрут

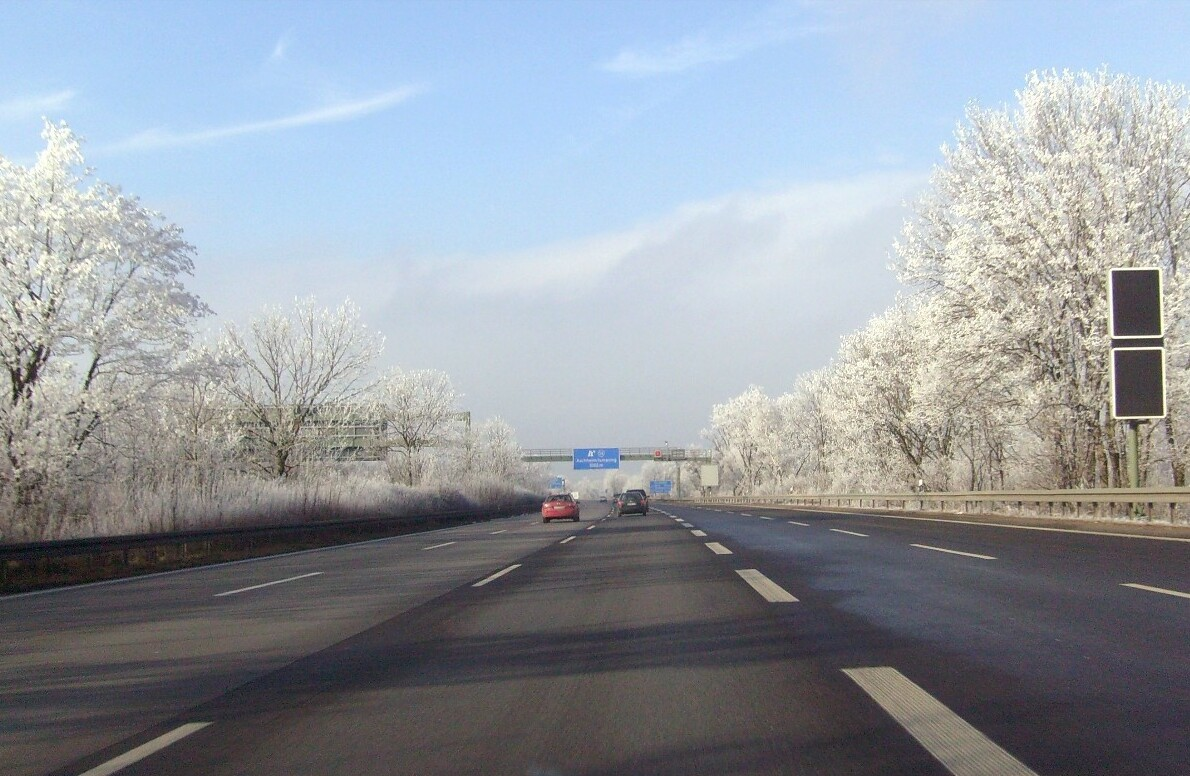
A99 Захід.

## Історія
Через Другу світову війну будівництво розпочалося лише місцями, найяскравішим доказом тогочасного будівництва є траса в районі Аллах-Унтерменцінгер, яку можна чітко побачити на аерофотознімках разом із залишками траси для розв'язки з A8. Міст, який ніколи не використовувався, був знесений лише в середині 1990-х років. На північ від Газенбергля є також розчищені ділянки лісу.
Після війни спочатку в середині 1970-х років була побудована ділянка між розв'язкою Мюнхен-Північ і Мюнхен-Південь (стара назва: розв'язка Бруннталь). A8 Мюнхен-Штутгарт був тимчасово з'єднаний з A9 від  Гархінг через федеральну дорогу B471. До того часу міжміський транспорт проходив через місто Мюнхен.
Розв'язку Мюнхен-Фреттманінг-Норд згодом було побудовано для забезпечення додаткового трафіку Альянц Арена до Штутгарта та назад. Він розроблений лише як половина точки підключення. Виїзд Ашгайм/Ісманінг також був побудований пізніше - через кілька років після завершення ділянки між A9 (Мюнхен-Нюрнберг) і A8 (Мюнхен-Зальцбург) - щоб звільнити громаду Aschheim від наскрізного руху. Однак це вдалося лише частково.
18 лютого 2006 року продовження від Мюнхена-Лохгаузена до розв'язки Гермерінг-Північ було відкрито з церемонією та відкрито для громадського руху з 19 лютого 2006 року після наступної ділянки до A96 на розв'язці автостради Мюнхен-Південь Вест введено в експлуатацію наприкінці листопада 2005 року. Ось де сьогодні закінчується A99.